# (134124) Subirachs
(134124) Subirachs es un asteroide perteneciente al cinturón de asteroides, región del sistema solar que se encuentra entre las órbitas de Marte y Júpiter, descubierto el 2 de enero de 2005 por José Manteca desde Begues en España.

## Designación y nombre
Designado provisionalmente como 2005 AM. Fue nombrado Subirachs en homenaje al prolífico escultor y pintor catalán Josep Maria Subirachs.

## Características orbitales
Subirachs está situado a una distancia media del Sol de 3,1256 ua, pudiendo alejarse hasta 3,5273 ua y acercarse hasta 2,7239 ua. Su excentricidad es 0,1285 y la inclinación orbital 10,7754 grados. Emplea 2018,39 días en completar una órbita alrededor del Sol.

## Características físicas
La magnitud absoluta de Subirachs es 15,6. Tiene un diámetro de unos 2 km.